# Qazaqstan Kubogy 1996
La Qazaqstan Kubogy 1996 è stata la 5ª edizione della Coppa del Kazakistan. Il torneo è iniziato il 7 maggio 1996 e si è concluso il 26 aprile 1997.

## Primo turno
| Squadra 1                 | Totale | Squadra 2           | Andata | Ritorno |
| ------------------------- | ------ | ------------------- | ------ | ------- |
| 7 maggio / 14 maggio 1996 |        |                     |        |         |
| Gornıak Hromtaý           | -      | Tobyl               | 1 - 0  | n.d.    |
|                           |        |                     |        |         |
| Qaınar                    | -      | Bolat               | n.d.   | n.d.    |
| Qairat                    | -      | Celïnnïk Celinograd | n.d.   | n.d.    |

## Secondo turno
| Squadra 1                 | Totale | Squadra 2      | Andata | Ritorno |
| ------------------------- | ------ | -------------- | ------ | ------- |
| 6 maggio / 7 giugno 1996  |        |                |        |         |
| Shahter Qaraǵandy         | 3 - 2  | Aqtöbemunaý    | 3 - 1  | 0 - 1   |
| 7 maggio / 14 maggio 1996 |        |                |        |         |
| SKİF-Ordabasy             | -      | Vostok Óskemen | 0 - 0  | n.d.    |
| 7 maggio / 9 giugno 1996  |        |                |        |         |
| Munaıshy                  | 4 - 1  | Batır          | 3 - 0  | 1 - 1   |
| Kökşe                     | -      | Eńbek          | 2 - 1  | n.d.    |
| 19 maggio / 6 giugno 1996 |        |                |        |         |
| Ertis                     | 4 - 5  | Elimaı         | 4 - 2  | 0 - 3   |
| 2 giugno / 20 giugno 1996 |        |                |        |         |
| Qaınar                    | 4 - 6  | Qairat         | 1 - 2  | 3 - 4   |
| 7 giugno / 14 giugno 1996 |        |                |        |         |
| Taraz                     | -      | Qaýsar-Munaý   | 1 - 2  | n.d.    |

## Quarti di finale
| Squadra 1                       | Totale      | Squadra 2         | Andata | Ritorno |
| ------------------------------- | ----------- | ----------------- | ------ | ------- |
| 21 giugno / 12 luglio 1996      |             |                   |        |         |
| Eńbek                           | 3 - 4       | Elimaı            | 2 - 1  | 1 - 3   |
| 24 luglio 1996 / 11 agosto 1996 |             |                   |        |         |
| Munaıshy                        | 3 - 0       | Tobyl             | 2 - 0  | 1 - 0   |
| 6 agosto 1996 / 11 agosto 1996  |             |                   |        |         |
| Qairat                          | 4 - 2       | Shahter Qaraǵandy | 4 - 1  | 0 - 1   |
| 17 agosto 1996                  |             |                   |        |         |
| Qaýsar-Munaý                    | 3 - 3 (gfc) | Vostok Óskemen    | 2 - 2  | 1 - 1   |

## Semifinale
| Squadra 1                      | Totale | Squadra 2 | Andata | Ritorno |
| ------------------------------ | ------ | --------- | ------ | ------- |
| 16 novembre / 21 novembre 1996 |        |           |        |         |
| Vostok Óskemen                 | 1 - 5  | Munaıshy  | 0 - 1  | 1 - 4   |
| Elimaı                         | 3 - 2  | Qairat    | 2 - 1  | 1 - 1   |

## Finale
La finale tra Munaıshy ed Elimaı si è svolta il 25 novembre 1996 allo Stadio Centrale di Almaty. Prima della partita, entrambe le squadre riferirono che avrebbero accettato il trofeo solo in caso di dimissioni da parte del presidente della federazione kazaka Kuralbek Ordabayev. Il match terminò 2-1 in favore dell'Elimaı e, come detto in precedenza, il club rifiutò di prendere la coppa. Quest'azione comportò l'annullamento del match e, il 26 aprile dell'anno successivo, la finale venne rigiocata tra le due semifinaliste perdenti, ovvero il Qairat e il Vostok Óskemen.
| Arbitro: | Urdabayev (Şımkent) |

|                          |           |  |
| Klïmov 36’ Nısabayev 66’ | Marcatori |  |